# Steinlaus

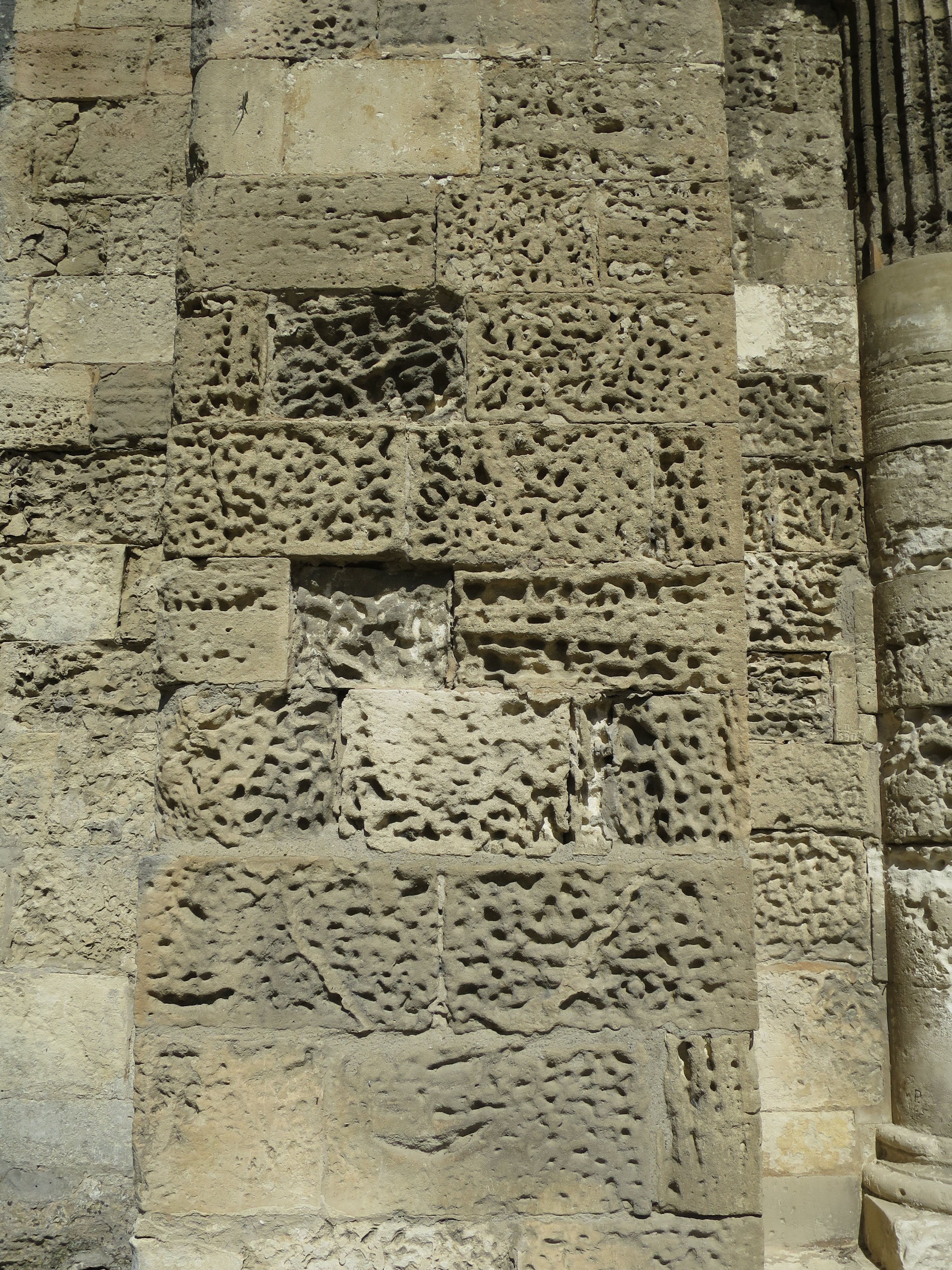
Fraßschäden der Steinlaus

Die Steinlaus (Petrophaga lorioti; wörtliche Übersetzung aus dem Altgriechischen bzw. Lateinischen: Loriots Steinfresserin) ist ein von Loriot gezeichnetes, fiktives Nagetier, das dieser am 18. Oktober 1976 in seinem Sketch Die Steinlaus im Rahmen der zweiten Folge der Fernsehsendung Loriot präsentierte. Loriot selbst tritt darin in einer Parodie des Zoologen und Fernsehmoderators Bernhard Grzimek auf.
1983 nahm das medizinische Wörterbuch Pschyrembel die Steinlaus als fingierten Lexikonartikel (Nihilartikel) ins Nachschlagewerk auf, der bei verschiedenen Neuauflagen mehrfach erweitert und ergänzt wurde. Dies wiederum führte zu weiteren Artikeln und Ausführungen in diversen wissenschaftlichen und populärwissenschaftlichen Publikationen und Einlassungen. Seitdem ist die Steinlaus ein bekanntes Beispiel des wissenschaftlichen Witzes.

## Die Steinlaus bei Loriot
In einer 1976 in der ARD ausgestrahlten Parodie auf die Sendereihe Ein Platz für Tiere beschreibt Loriot – in der Rolle des Bernhard Grzimek – die Steinlaus als scheuen Nager, der sich von Silicaten, also von Steinen, ernähre. Gelegentlich werde ein Eisenträger nicht verschmäht. Das geschlechtsreife Männchen habe einen Tagesbedarf von etwa 28 Kilogramm Beton und Ziegelsteinen, das Weibchen verzehre in der Schwangerschaft beinahe die doppelte Menge. Der „possierliche kleine Kerl“ sei vom Aussterben bedroht, bei wissenschaftlichen Grabungen im Erdreich seien jedoch in mehr als 20 Metern Tiefe noch einzelne Tiere gefunden und in zoologische Gärten verbracht worden. Am Anfang des Sketches informiert Loriot die Zuschauer, er habe eine Steinlaus mitgebracht, was auf Grzimeks Fernsehsendung rekurriert, der in aller Regel ein mitgebrachtes Tier präsentierte, wenn er seine Moderation begann. Loriot hatte einige Steinbrocken vor sich auf dem Tisch liegen, von denen nach einem Einspielfilm – in dem einstürzende Gebäude, darunter Hochhäuser und sogar eine Kirche, vermeintlich durch Steinlaus-Fraß, gezeigt werden – nach wenigen Minuten nur noch einige Bröckchen übrig sind, da die mitgebrachte Steinlaus inzwischen „ihren gröbsten Hunger gestillt“ habe.
Die Steinlaus wird außer im originalen Fernsehsketch gleichfalls in gedruckten Publikationen Loriots erwähnt.

## Dokumentationen

### Die Steinlaus im Pschyrembel
1983 verzeichnete das renommierte medizinische Wörterbuch Pschyrembel aus dem Berliner Wissenschaftsverlag Walter de Gruyter, ein Standard-Nachschlagewerk in seinem Fachgebiet, in der 255. Auflage erstmals die Steinlaus. Der Nihilartikel scheint Loriots „Erkenntnisse“ zu belegen. Darüber hinaus informiert das Lexikon über fingierte Forschungsarbeiten, die den Wert der Steinlaus bei der Therapie von Gallen-, Blasen- und Nierensteinen erkannt hätten, und die Unterarten Gallensteinlaus und Nierensteinlaus werden erwähnt. In der 1994 erschienen 257. Auflage des Pschyrembel wurde der Eintrag über die Steinlaus wieder getilgt. Wegen unerwartet heftiger Leserproteste wurde die Steinlaus in der folgenden Ausgabe von 1997 in erweiterter Form wieder aufgenommen. Der Vorgang wird unter anderem in Thorsten Roelckes Fachsprachen detailliert beschrieben.
In der revidierten Fassung des Pschyrembel fanden „neueste Erkenntnisse“ Eingang, die das zeitweilige Verschwinden der Steinlaus mit dem Fall der Berliner Mauer als Nahrungsgrundlage in Verbindung bringen.
In der 260. Auflage des Pschyrembel wurden weitere „neuere Forschungsergebnisse“ zur Steinlaus verzeichnet, beispielsweise deren Anwendung in der Homöopathie. In der am 24. September 2007 erschienenen 261. Auflage wurde der Artikel zur Steinlaus wiederum erweitert. So wird beispielsweise unter „weitere Anw.“ erklärt, dass die Bedingungen für eine Feinstaubplakette durch den Einsatz von spezialisierten Steinläusen in Kombination mit Filtern erfüllt werden könnten.
In der 1. Auflage des „Pschyrembel Psychiatrie, Klinische Psychologie, Psychotherapie“ von 2009 wird eine wissenschaftliche Einordnung und Neubewertung der Steinlausphobie vorgenommen. Diese phobische Störung äußere sich in einer unbegründeten und anhaltenden Angst vor Steinläusen, Steinlaus-Bildern und entsprechenden Texten. In der Regel sei die Steinlausphobie gekoppelt mit einem übermäßigen Wunsch und Drang, den Anlass der Angst zu vermeiden.

### Die Steinlaus im LehrbuchLagerstättenlehrevon W. & W. E. Petrascheck

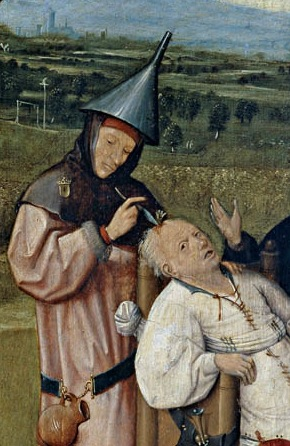
Narrensteinschneiden bei Bosch

(Eine Einführung in die Wissenschaft von den mineralischen Bodenschätzen, 4. Auflage von 1992, ISBN 3-510-65150-2) In Kapitel II: Lagerstättenbildung durch Verwitterung wird auf Seite 60 ebenfalls die Gemeine Steinlaus kurz erwähnt, wobei auf den Pschyrembel 1986; Abb. 34 verwiesen wird. Eine kleine Zeichnung der Steinlaus illustriert das fiktive Tier zusätzlich.

### Die Steinlaus in der Enzyklopädie Medizingeschichte
Ein Eintrag der Schweizer Medizinhistorikerin Iris Ritzmann in der Enzyklopädie Medizingeschichte behauptet eine Vorgängerart, den Steinfresser oder Lithophagus. Dieser sei bereits im Lemma Vielfraß bei Zedlers Universallexikon erwähnt und spielte eine Rolle bei mittelalterlichen Trepanationen. Ritzmann behauptet eine Ausrottung der Steinfresser, auf die die heutigen Steinläuse mutativ zurückgingen, durch homöopathische Anwendungen im 19. Jahrhundert, namentlich mit Hilfe von Lapis infernalis C 30.

### Zoologische Spezifizierung
Die Eingruppierung der Steinlaus in die zoologische Systematik war lange sehr umstritten. Die meisten Autoren, die sich dem Forschungsgebiet der Petrophagologie widmen, einigten sich schließlich darauf, dass die Steinlaus am ehesten dem Tierstamm Imaginata (Fabelwesen) zugeordnet werden kann. Die weitere Spezifizierung erfolgte so:
- Unterstamm: Humoranimalia (Scherztiere)
- Klasse: Humoranimalia perfecta (hochklassige Scherztiere)
- Ordnung: Rodentia inexista (Fabelnager)
- Überfamilie: Lapivoridae (Steinbeißende)
- Familie: Lapivora (Steinbeißerchen)
- Gattung: Petrophaga (Steinlaus)
- Art: Petrophaga lorioti (echte Steinlaus)

### Einlassungen

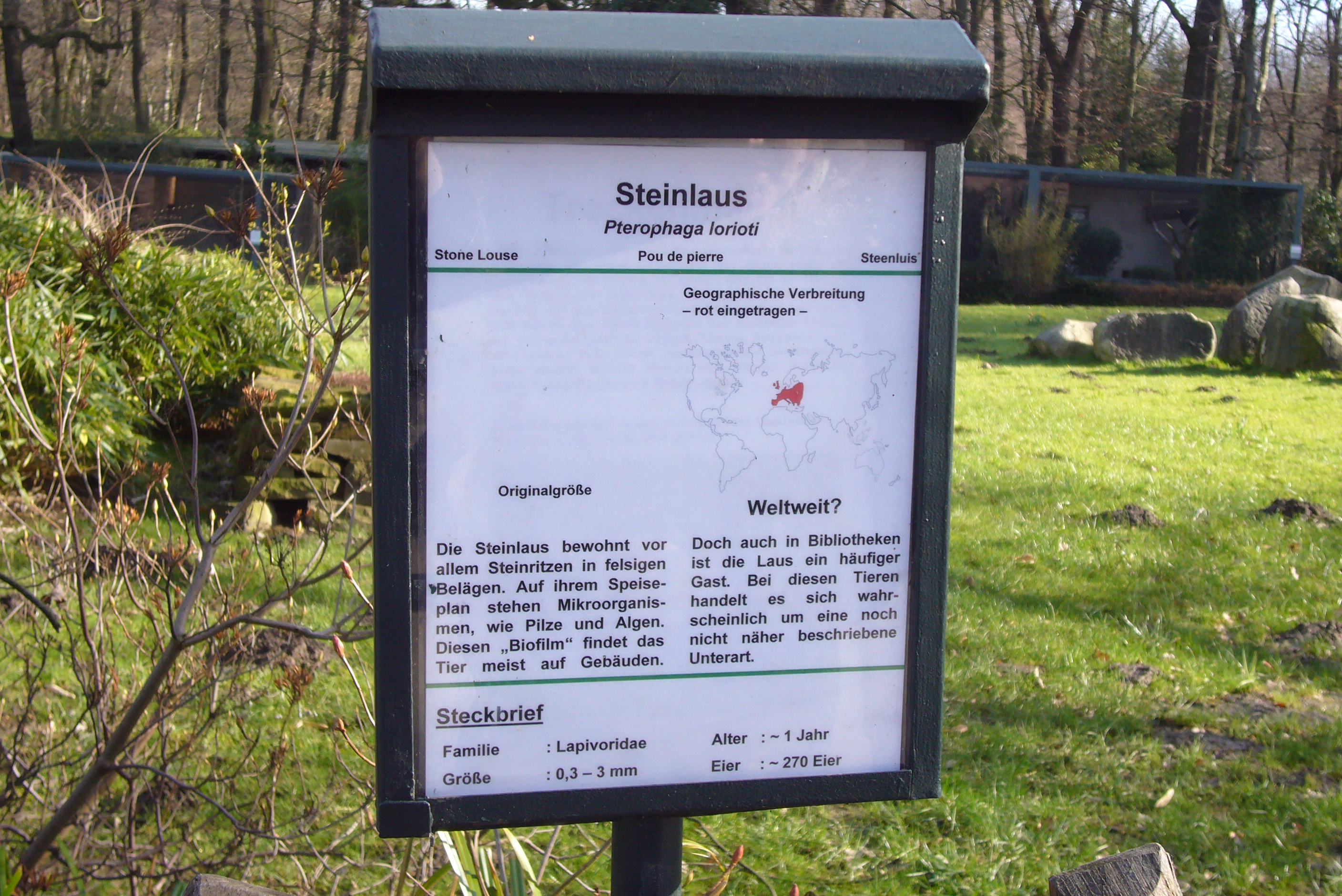
Steinlausgehege im Zoo Dortmund mit falscher Bezeichnung 'Pterophaga lorioti'

Auf die Steinlaus wird immer wieder in Nachrichtenmedien Bezug genommen. Natürlicherweise wird in humoristischen und satirischen Veröffentlichungen auf die Steinlaus verwiesen.
- Der Zoo Dortmund hat ein Gehege für die Steinlaus eingerichtet. Auf der dort aufgestellten Schautafel hat sich jedoch in der Nomenklatur ein sinnentstellender Schreibfehler eingeschlichen, nämlich Pterophaga, was „Flügelfresser“ bedeuten würde, statt Petrophaga (=Steinfresser).
- Im Wildpark Pforzheim wird um eine Tierpatenschaft für die Steinlaus geworben.
- Im Naturhistorischen Museum (Braunschweig) wird eine Steinlaus auf der nachgebildeten Wiese im Entdeckerraum ausgestellt.
- Sie wird im Tierführer Translunarien als Insekt beschrieben, das eine Lebenserwartung von zwei bis drei Jahren habe.[12]
- In einem Merkblatt zum Steinlausbefall berät die Stadt Zürich bei Steinlausproblemen die Bürger.[13]
- Der Name Steinlaus findet in einer Veröffentlichung des deutschen Bundestags über den fiktiven Politiker Jakob Maria Mierscheid Erwähnung, in der er an einem „Steinlaus-Symposium“ teilgenommen haben soll.[14]
- Das Stadtmuseum Camburg hat einen Ziegelstein mit Steinlausbefall als digitalisiertes Objekt in verschiedenen musealen Objektdatenbanken.[15]

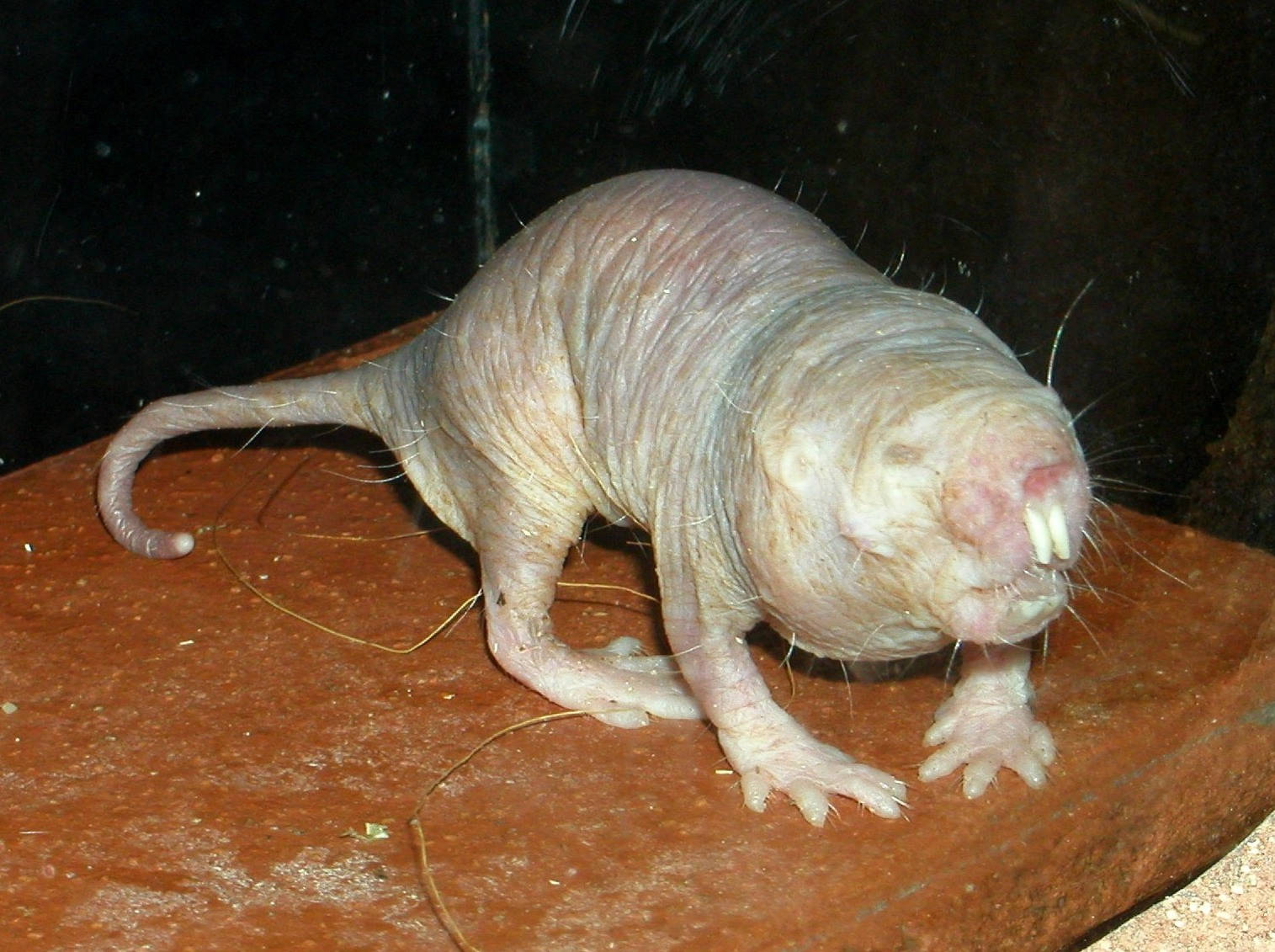
Nacktmull

- In einem Artikel der Süddeutschen Zeitung wurde auf die auffällige Ähnlichkeit zwischen der Steinlaus und dem Nacktmull (Heterocephalus glaber) hingewiesen.[16]
- Der Band Nordrhein-Westfalen II im Handbuch der Deutschen Kunstdenkmäler des Dehio von 2011 verweist auf die Zerstörung qualitätvoller Dortmunder Nachkriegsarchitektur infolge von Steinlausbefall.[17]
- Die Humboldt-Stiftung erwähnt in ihren Musterunterlagen für wissenschaftliche Publikationslisten einen Artikel namens Stone louse in pleistocene.[18]

#### Populärwissenschaften
- Der Oldenburger Mikrobiologe Wolfgang E. Krumbein beschäftigt sich mit Milben, durch deren Lebensweise sich Mineralien zersetzen. In populärwissenschaftlichen Vorträgen und Veröffentlichungen verweist er dabei auf die Steinlaus.[19][20]
- Bernd Ullrich von der Professur für Angewandte Geologie an der TU Dresden „entdeckte“ 2007 die rezente Steinlaus in Verwitterungsbildungen eines Sandsteinmauerwerkes. Aufgrund der eher den Milben ähnelnden Morphologie bekam das Steinmehl fressende Tier den Namen Anoplura lithoklasia loriotensis.[21] 2009 berichtet er über den Fund der Kugelsteinlaus, die er als Verursacher der Karies auf Zähnen gefunden habe.[22] Seine Mitteilungen würzt er mit interessanten elektronenmikroskopischen Aufnahmen, die die Interpretation bebildern. Im April 2013 informierte das amtliche Mitteilungsblatt für die Zahnärzte im Bereich Nordrhein über die Entdeckung der Kugelsteinlaus.[23]
- Das Hessische Kultusministerium verwendet in seiner Operatorenliste für das Landesabitur 2012 die Steinlaus, um an einem Beispiel zu erklären, was mit „Untersuchen“ im Fach Biologie gemeint ist: „Untersuchen Sie, welche biotischen und abiotischen Faktoren die ökologische Nische der Steinlaus bestimmen.“
- Der Paläontologe Adolf Seilacher identifiziert in seinem Buch Trace Fossil Analysis auf S. 89 Petrophaga lorioti per Bildnachweis als Verursacher des kreidezeitlichen Spurenfossils Helminthoida labyrinthica. Dies dürfte der erste wissenschaftliche Beleg dafür sein, dass es sich bei Petrophaga lorioti um ein lebendes Fossil handelt.[24]
- In Australien ist der Drop Bear von ähnlicher Bedeutung.[25]
- Der Bibliothekar Florian Seiffert hat untersucht, welche Probleme durch die Steinlaus in wissenschaftlichen Bibliotheken entstehen können. Er sieht eine besondere Gefahr der Verbreitung von Steinläusen durch das Fernleihverfahren. Außerdem meint er nachgewiesen zu haben, dass durch eine Genmutation eine Steinlaus-Unterart entstanden ist, der er den Namen Petrophaga lorioti bibliotheca gegeben hat.[26]

#### Betrug und Fälschung in der Wissenschaft
Zum Schutz gegen Betrug und Fälschung in der Wissenschaft und auch in anderen Bereichen werden Steinläuse sowie geeignete Synonyme gelegentlich in Plagiatsfallen freigesetzt.